# Clarks Hill (Indiana)
Clarks Hill – miasto w Stanach Zjednoczonych, w stanie Indiana, w hrabstwie Tippecanoe.